# ペトラス・ヴィレイシス

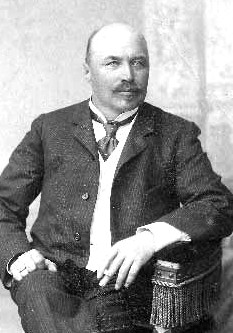
ペトラス・ヴィレイシス

ペトラス・ヴィレイシス（Petras Vileišis、1851年1月25日 - 1926年6月12日）はリトアニアのエンジニア、政治活動家、フィランソロピスト。
1851年、パスヴァリース近郊メディネイにて生まれる。その後パネヴェジースで教育を受け、シャウレイ・ギムナジウムに進学する。1874年、サンクトペテルブルク大学を卒業し、物理学と数学の学位を取得した。大学在籍中に当時ロシア帝国では違法とされていたリトアニア語の出版物を広める活動に携わった。
1904年、最初の合法のリトアニア語新聞『ヴィルニャウス・ジニョス』をヴィリニュスで出版した。
1926年、パランガで休暇中にこの世を去り、カウナスに埋葬された。1935年、彼の墓はヴィリニュスのラソス墓地に移された。